# Audofleda
Audofleda, segundo Gregório de Tours, mas também referida como Audefleda por Jordanes e Augoflada por Anônimo Valesiano, era uma rainha ostrogótica de origem franca. Era irmã do rei Clóvis. Provavelmente em 493 casou-se com o rei Teodorico, o Grande,  que havia enviado uma embaixada para a corte franca solicitando o compromisso. Sabe-se que Audofleda era pagã antes de seu casamento, mas que foi batizada no momento da cerimônia por um bispo ariano. Dessa relação nasceria Amalasunta, que casar-se-ia com Eutarico e geraria o rei Atalarico, rei dos Ostrogodos e Matasunta.
Este casamento insere-se na política externa de Teodorico, que pretendia estabelecer relações matrimoniais com as dinastias reinantes dos grandes reinos da Europa e Mediterrâneo Ocidental. Para isso casou suas filhas Teodegoda e Ostrogoda, nascidas antes de seu casamento com Audofleda, respectivamente com o rei visigótico Alarico II e o príncipe burgúndio Sigismundo, enquanto sua irmã Amalfrida casou-se com o rei vândalo Trasamundo.
Com a morte de Teodorico, o Grande em 526, Atalarico tornar-se-ia rei ostrogótico com Amalasunta como sua regente. Em algum momento durante a regência, em decorrência de uma disputa entre a rainha-viúva e a rainha-regente, Amalasunta colocou veneno no cálice de Audofleda, que faleceu em decorrência do envenenamento. Segundo Gregório de Tours, isso enfureceu a população italiana que convocou Teodato para governá-los.